# Gaztambide (Madrid)
Gaztambide es un barrio perteneciente al distrito de Chamberí de Madrid. Está limitado por las calles Blasco de Garay (al este), Cea Bermúdez (al norte), Princesa, arcipreste de Hita e Isaac Peral (al oeste) y la calle Alberto Aguilera (al sur).

## Transportes

### Cercanías Madrid
Ninguna estación da servicio al barrio. Las más cercanas son Sol (C-3 y C-4, barrio de Sol, distrito Centro) a la que se puede llegar de forma directa mediante la línea 3 de metro, Recoletos (C-2, C-7, C-8 y C-10, barrio de Almagro) al que se puede llegar mediante la línea 4 de metro y la línea 21 de la EMT, y Nuevos Ministerios (C-2, C-3, C-4, C-7, C-8 y C-10, barrio de Ríos Rosas) a la que se puede llegar mediante la línea 6 de metro y la línea Circular de la EMT.

### Metro de Madrid
El barrio de Gaztambide es servido por las líneas 3, 4, 6 y 7 de metro
- Las líneas 3 y 6 recorren la calle Princesa con paradas en Argüelles y Moncloa.
- La línea 4 recorre Alberto Aguilera, con parada en Argüelles
- La línea 7 da servicio a la zona norte del barrio con una parada bajo Cea Bermúdez, Islas Filipinas.

### Autobuses
Dentro de la red de la Empresa Municipal de Transportes de Madrid, las siguientes líneas prestan servicio:
| Línea | Terminales                         |
| ----- | ---------------------------------- |
| 1     | Cristo Rey - Prosperidad           |
| 2     | Manuel Becerra – Reina Victoria    |
| 12    | Cristo Rey – Pº Marqués de Zafra   |
| 16    | Moncloa – Pío XII                  |
| 21    | Pº Pintor Rosales – Bº El Salvador |
| 44    | Callao – Marqués de Viana          |
| 61    | Moncloa – Narváez                  |
| 82    | Moncloa – Pitis                    |
| 83    | Moncloa – Barrio de la Paz         |
| 132   | Moncloa – Hospital La Paz          |
| C1    | Circular 1                         |
| C2    | Circular 2                         |
| N21   | Cibeles – Arroyo del Fresno        |